# Twelve Y. O.
『Twelve Y.O.』（トゥエルブ ワイ オー）は、1998年9月10日に講談社より単行本が出版された福井晴敏の小説。福井のデビュー作にして、第44回江戸川乱歩賞受賞作品である。

## 概要
沖縄を主な舞台に展開される、壮大なサスペンス・スペクタクル・アクション。2000年に発表された福井の処女作『川の深さは』の続編であり、次作『亡国のイージス』や『戦国自衛隊1549』の物語の軸にもなっている。
2001年には講談社より文庫本が出版された。
『川の深さは』は第43回江戸川乱歩賞の受賞を逃したが、当時の選考委員だった大沢在昌が同作を大いに絶賛して再挑戦を伝えるメッセージを送り、福井がそれに応えて応募したものが本作である。
なお、『Twelve Y.O.』の中国語版が存在するという事実を自身のホームページで明かしている。中国版題名は『代号12』である。

## あらすじ
沖縄から米海兵隊が撤退した。それは、コンピューターウイルス「アポトーシスII」と「ウルマ」なる兵器を使用する謎のテロリスト「12（トゥエルブ）」の仕業だった。自衛官募集員をやっていた元ヘリコプターパイロットの陸上自衛官・平貫太郎は、ある日、かつての命の恩人である東馬修一に出会う。そしてその出会いがきっかけで、平は巨大な陰謀に巻き込まれていく。

## 登場人物

### メインキャラクター
平 貫太郎（たいら かんたろう）
自衛隊地方連絡部所属の陸曹長。元々は「海兵旅団」の創設メンバーとして声が掛かるほどの有能なヘリコプターパイロットだったが、海兵旅団の訓練中に墜落事故を起こしてしまい、そのトラウマでヘリコプターに乗ることができなくなっている。
『亡国のイージス』にもヘリパイロットとしてワンシーンのみ登場する（小説のみ）。
夏生 由梨（なつき ゆり）
防衛庁・自衛隊内部に存在する非公開情報機関「DAIS（防衛庁情報局）」局員の2等陸尉。東馬修一とは浅からぬ因縁がある。
辻井 護（つじい まもる）
DAIS局員の2曹。夏生由梨の部下に当たる。同期である東馬 理沙に想いを寄せている。
東馬 修一（とうま しゅういち）
かつてDAIS局員だった男。海兵旅団の訓練中による事故で平を救出した。瞳が青いことなど色々と謎が多い人物。
東馬 理沙（とうま りさ）
東馬修一の娘として行動を共にする少女で銃器扱いや格闘術など高い戦闘能力を持つ。通称『ウルマ』。DAISの局員で辻井とは同期の1曹。この物語の鍵を握る。本名は村瀬香。
古武 正巳
DAISにおける国外事案を担当する外事部のトップである外事統括本部長。本作の黒幕。
井島とは旧治安情報局の時代から敵対関係にある。
井島 一友
DAISにおける国内事案を担当する内事部の東部方面内事部長。夏生の上官。
古武とは旧治安情報局の時代から敵対関係にある。
的場 丈史
「海兵旅団」の創設者。平を海兵旅団にスカウトした張本人で、ヘリパイロットの資格を持つ幹部海上自衛官。

### その他のキャラクター
坂部 亨（さかべ とおる）
元左翼活動家。町工場を経営。東馬に命を救われた事があり、東馬修一に協力する。
坂部 優子
40代半ば。坂部の妻。学生運動時の内ゲバの負傷で不妊になる。
美奈代
平 貫太郎の妹。二人の子持ち。
伏見
内務監査室長。市ヶ谷の警察長官。
三条 弓里（さんじょう ゆり）
DAIS局員。技術情報部に所属。
ロバート・コフリン 
アメリカ国家安全保障局(NSA)の極東駐在職員。
デビッド・ローグ
強襲偵察海兵(マリーン・レコンズO-5)中佐。

## 用語
地連
自衛隊地方連絡部。自衛官の募集・広報が仕事。
ヘリボーン作戦
ヘリコプターを用いて敵地などへ部隊を派兵する戦術。
檜町（ひのきちょう）
防衛本庁。
DDN
米防衛データ・ネットワーク。
CVW
コンピュータ・ウイルス兵器。
調別
調査部別室。
赤坂
米情報機関(CIA)の隠語。
桜
警察・公安の隠語。
市ヶ谷
防衛庁情報局（DAIS）の隠語。
霞ヶ関WAN
中央省庁のコンピュータネットワークを相互接続した広域ネットワーク。省庁間のコミュニケーションの円滑化や情報共有を目的に設置。
中革同
中央革命共産主義同盟。坂部が所属していた左翼セクト。
L3
ダイス保有の偵察衛星。

## 他作品との関係
防衛庁情報局（DAIS）
防衛庁・自衛隊内部に設置されている、秘匿情報機関。
一度は解体・縮小されており、再編された経緯は前作『川の深さは』で記されている。再編前の名称は『治安情報局』。
詳しくは「防衛庁情報局」を参照。
アポトーシスII
前作『川の深さは』に登場したコンピュータウイルス「アポトーシス」の強化型。2013年出版の『人類資金』においても、改良型が登場する。
辺野古ディストラクション
本作の終盤にて起きる在日米軍基地の爆発事故。この事故は続編の『亡国のイージス』の物語にも関与してくる。
GUSOH
在日米軍が次世代エネルギーとして日本国内で開発した新型の毒ガス兵器。続編の『亡国のイージス』では、この兵器が物語に深く関わる。詳しくは「GUSOH」を参照。
テルミット・プラス
GUSOHを無力化することができる新型の特殊焼夷弾（二液混合爆薬）。続編の『亡国のイージス』にも登場し、改良型が『Op.ローズダスト』に登場する。詳しくは「テルミット・プラス」を参照。
海兵旅団
的場 丈史2等海佐が創設した機関で、彼曰く「戦える自衛隊」。『戦国自衛隊1549』にも登場し、『敗者達の黙示録』では名前のみ登場する。海兵隊に倣った機関であるが、理由が不明なまま廃設された。詳しくは「防衛庁情報局」の「類似機関」の欄を参照。
登場人物
前作『川の深さは（文庫版）』の終盤に登場した夏生 由梨と井島 一友が、本作のメインキャラとして登場している。井島は他に『敗者達の黙示録』（未発表作品）にも登場している。
主人公の一人である平 貫太郎は次作の『亡国のイージス』にワンシーンのみ登場している。
的場 丈史は『戦国自衛隊1549』に再登場しているが、本作では幹部海上自衛官であるはずが、『戦国自衛隊1549』では幹部陸上自衛官として登場している。『敗者達の黙示録』では名前のみ登場する。
920部隊
防衛庁情報局の工作員養成特別プログラムの通称。冷戦が終わり、解体された組織を防衛庁情報局として再編する際に、末端の工作員の人材不足が問題視され、急遽創設された。かつて防衛庁情報局が治安情報局（前身組織）と呼ばれていた頃に活躍し、伝説となっている工作員のIDにあやかって「920」と命名された。
なお、その920のIDの工作員が結城 圭一という名の人物であり、『6ステイン』『敗者達の黙示録（未発表）』『壊点 ポイント・ブレイク（未発表）』に登場。本作に登場する井島は彼の保護者変わりという設定。

## 書籍情報
- 単行本：1998年9月10日発売[1]、講談社、ISBN 978-4-06-209368-2
- 文庫本：2001年6月15日発売[3]、講談社文庫、ISBN 978-4-06-273166-9